# Arroyo Hondo (Nuevo México)
Arroyo Hondo es un lugar designado por el censo ubicado en el condado de Taos en el estado estadounidense de Nuevo México. En el Censo de 2010 tenía una población de 474 habitantes y una densidad poblacional de 111,05 personas por km².

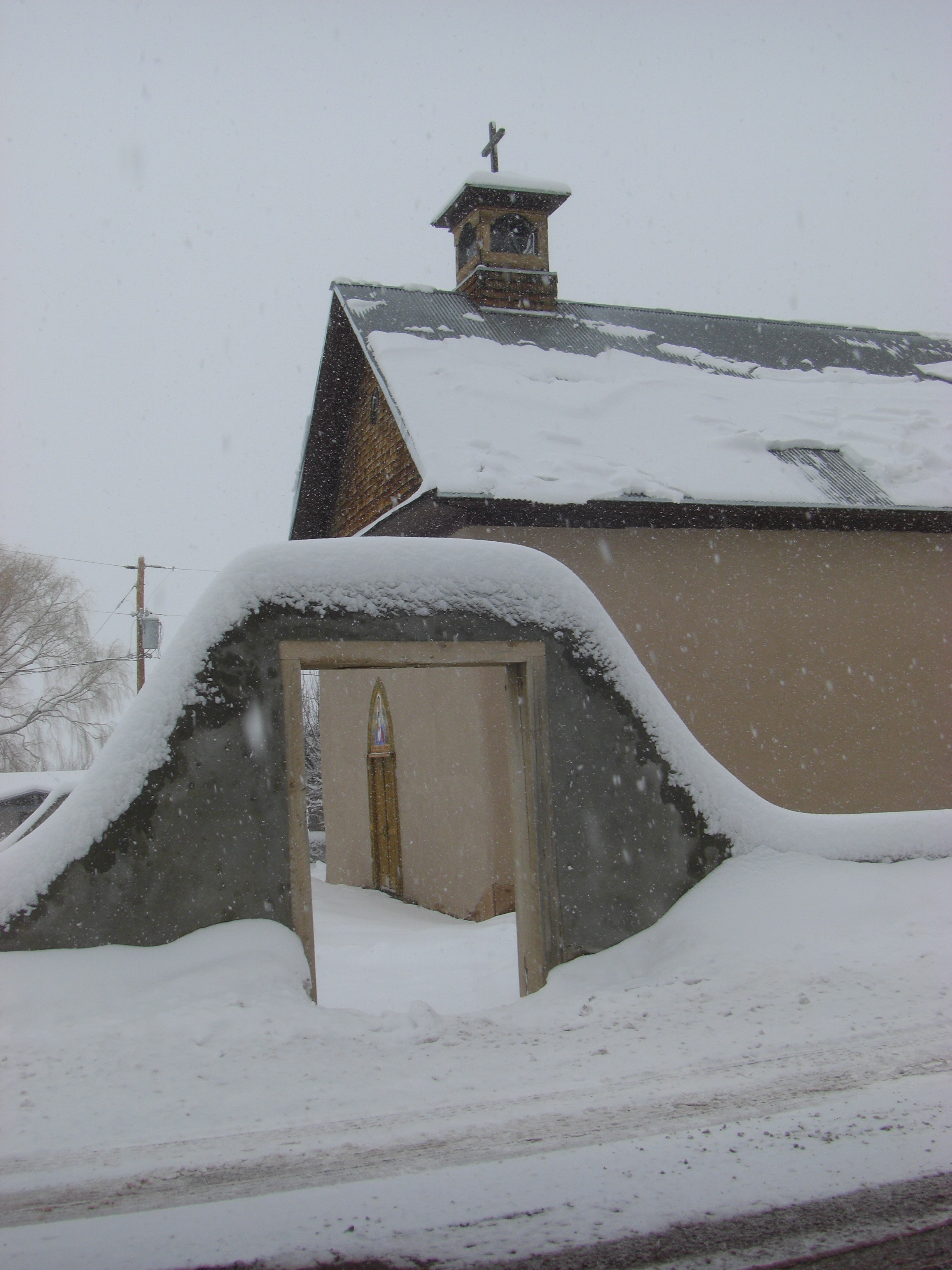
Iglesia de Arroyo Hondo en el invierno del año 2007

Es reconocido históricamente por tratarse del lugar en donde fueron asesinados seis de ocho empleados por una fuerza de aliados de indios en el molino de la fábrica de Simón Turley en enero de año 1847. El hecho tuvo lugar dentro de los sucesos de la Revuelta de Taos, una insurrección popular de los neomexicanos e indios americanos en contra del nuevo régimen territorial de los Estados Unidos durante la guerra entre México y los Estados Unidos.

## Geografía
Arroyo Hondo se encuentra ubicado en las coordenadas 36°32′09″N 105°40′09″O / 36.5358, -105.6692. Según la Oficina del Censo de los Estados Unidos, Arroyo Hondo tiene una superficie total de 4.27 km², de la cual 4.27 km² corresponden a tierra firme y (0%) 0 km² es agua.

## Demografía
Según el censo de 2010, había 474 personas residiendo en Arroyo Hondo. La densidad de población era de 111,05 hab./km². De los 474 habitantes, Arroyo Hondo estaba compuesto por el 70.04% blancos, el 0.42% eran afroamericanos, el 1.9% eran amerindios, el 0.21% eran asiáticos, el 0.21% eran isleños del Pacífico, el 18.99% eran de otras razas y el 8.23% pertenecían a dos o más razas. Del total de la población el 66.03% eran hispanos o latinos de cualquier raza.